# 梅賽德斯-AMG

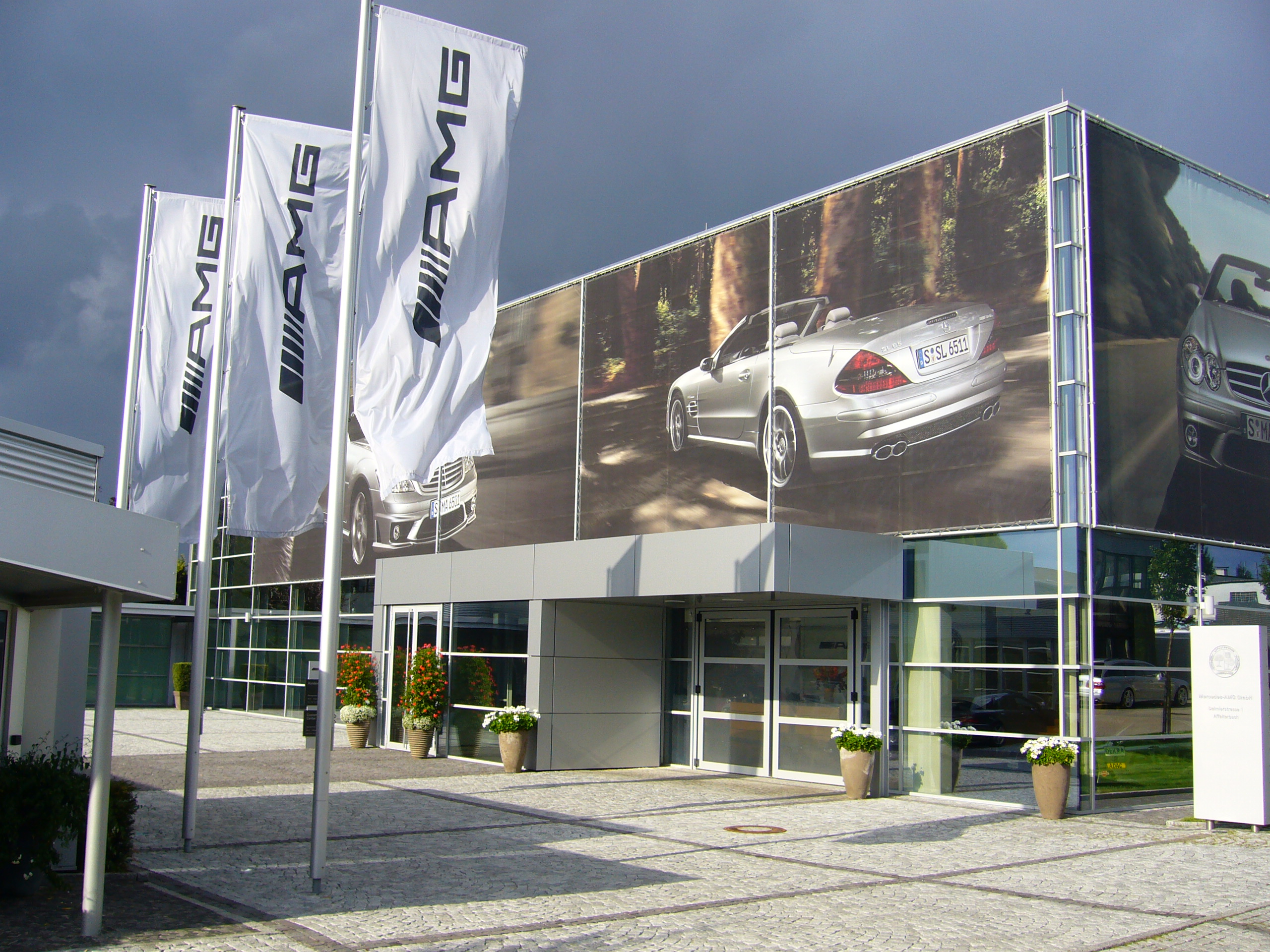
AMG 客户服务部 （德国）

梅赛德斯-AMG有限公司，简称AMG，是梅赛德斯-奔驰集团旗下专注于高性能车辆的子公司，总部位于德国巴登-符腾堡州的阿法尔特巴赫。AMG拥有自己独立的工程团队，专门负责对梅赛德斯-奔驰的车辆进行专业的性能升级，并依据市场需求进行定製化生产。
AMG的发展历史可追溯到其作为一家独立工程公司时期，当时它专门为梅赛德斯-奔驰的车辆提供性能提升服务。1999年，戴姆勒-克莱斯勒公司收购了AMG的大部分股权，随后在2005年成为其全资拥有者。自此，AMG成为梅赛德斯-奔驰公司的一部分，而梅赛德斯-奔驰公司则隶属于梅赛德斯-奔驰集团。
与梅赛德斯-奔驰的普通车型相比，AMG车型以其强烈的运动风格和卓越性能而著称。这些车型通常拥有更加激进的外观设计、更佳的操控性以及更广泛运用的碳纤维材料，这使得AMG版本不仅性能突出，还往往是车型系列中最昂贵的版本。此外，AMG车型的命名方式也与普通车型不同，其代号通常由两位数字组成，像是「E63」，这与普通版本如「E350」有所区别。这些数字不一定直接反映引擎排氣量，而是对经典车型（如300 SEL 6.3）的致敬，例如E63实际搭载的是4.0升V8引擎，而非数字所标示的6.3升引擎。
在商业拓展方面，全球首家独立的梅赛德斯-AMG经销店“AMG Sydney”于2018年在澳大利亚悉尼开幕，只专门为AMG车型提供销售与保修服务。 

## 概要

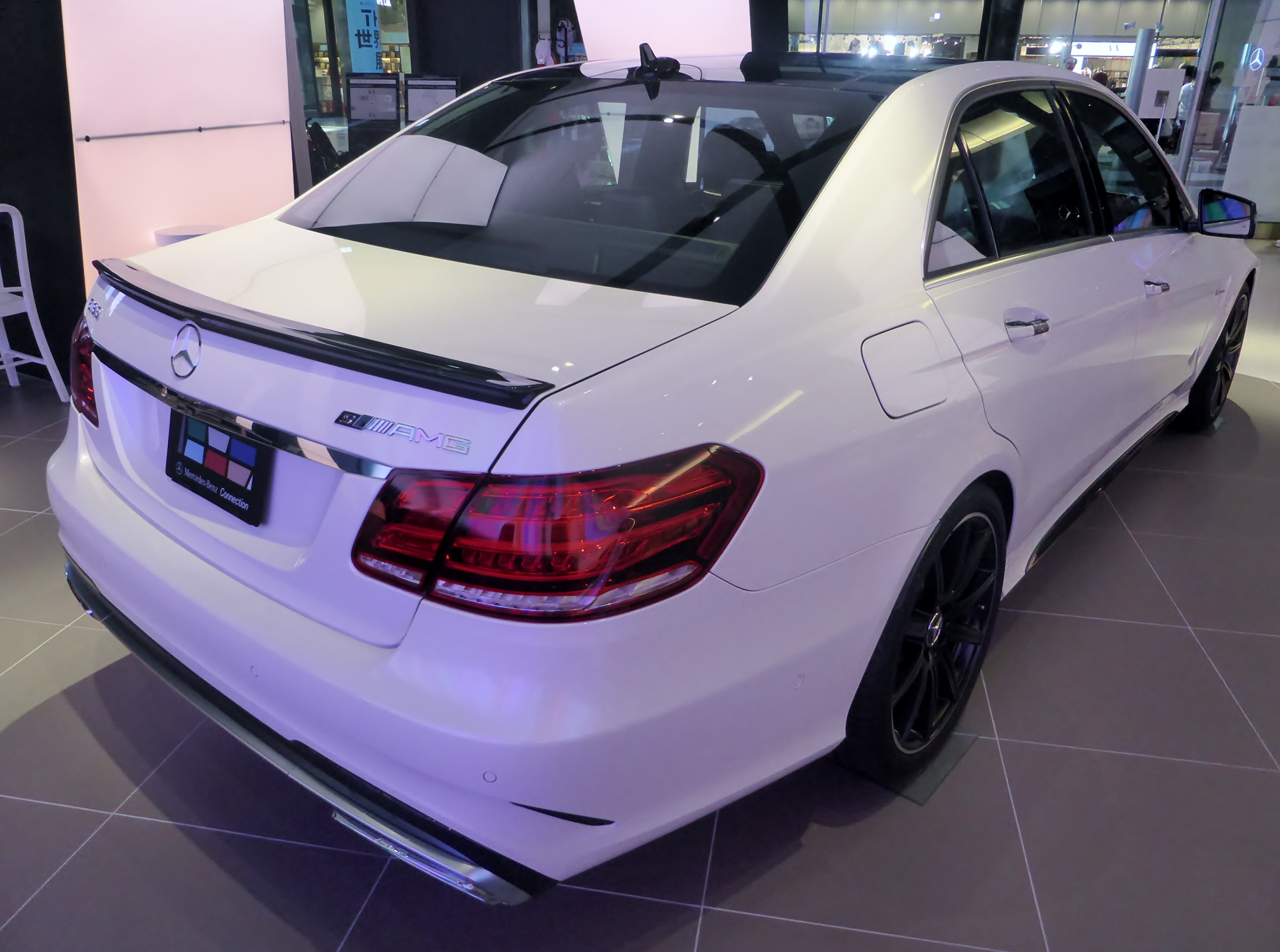
奔驰E 63 AMG（W212）上的AMG标志

AMG的历史可追溯到1967年，当时两位前奔驰工程师汉斯·维尔纳·奥夫雷希特（德語：Hans-Werner Aufrecht）和埃哈德·梅尔切（德語：Erhard Melcher）在德国斯图加特附近的布格施泰滕创立AMG工程与研发有限公司（AMG Motorenbau und Entwicklungsgesellschaft mbH）。起初，AMG专注于赛车引擎的锻造与研发工作，其名称中的「AMG」则源自三个关键元素：创办人奥弗雷希特（Aufrecht）、梅尔切（Melcher）和奥弗雷希特的故乡格罗萨斯帕赫（Großaspach）。1976年，AMG的大部分业务迁移至阿法尔特巴赫，只留下赛车发动机的开发在布格施泰滕的旧址。此时，梅尔切也不再是公司合伙人，但仍然留在博根斯登的研发部门担任工程师。

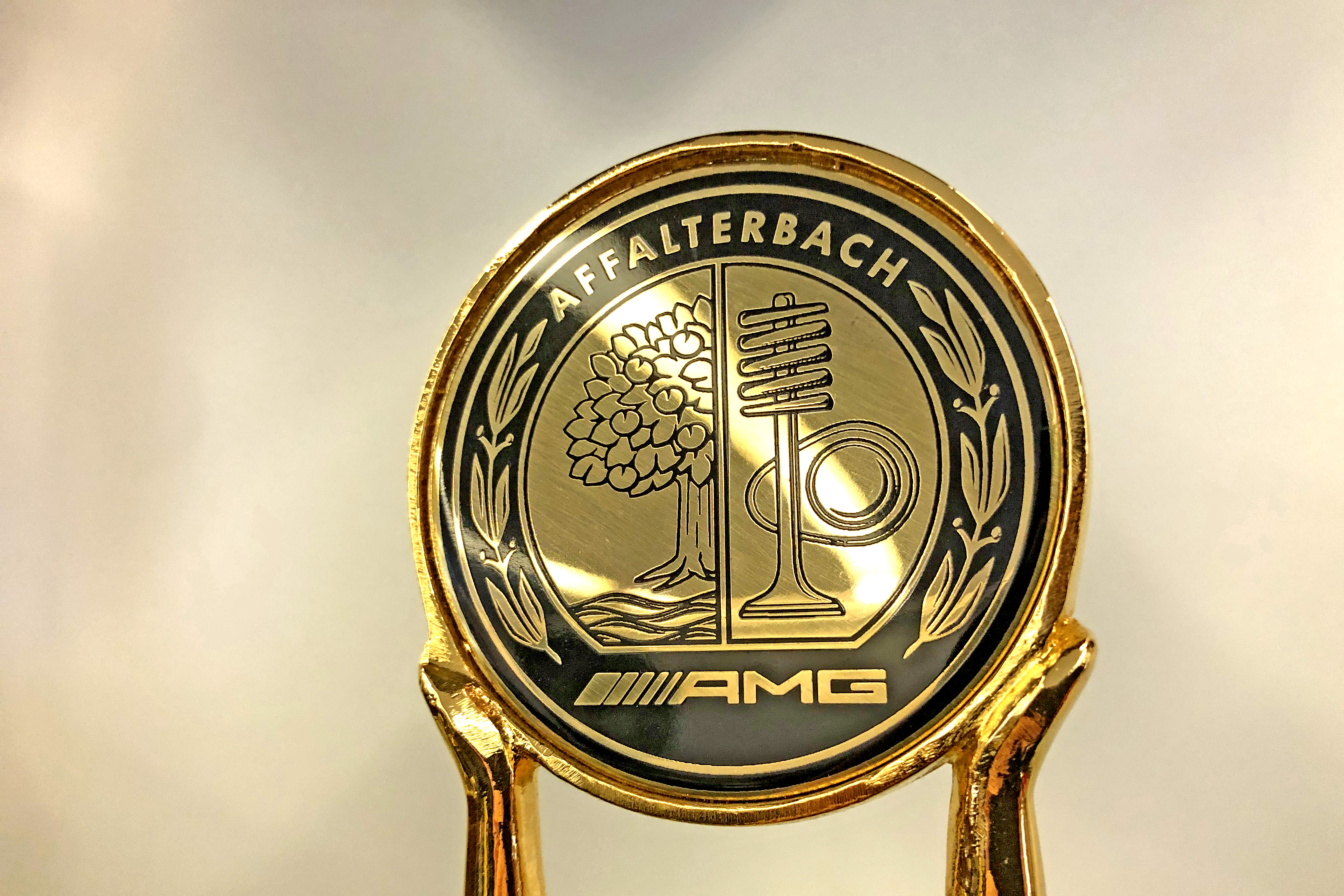
梅赛德斯-AMG的经典标志

1993年，随著AMG逐渐成为知名的奔驰改装车供应商，戴姆勒-奔驰便与AMG签订合作协议。这一协议使AMG能够利用戴姆勒-奔驰的经销商网络推展改装业务，同时共同开发新款车型。两者合作推出的首款车是1993年发布的梅赛德斯-奔驰C36 AMG。1999年，当时戴姆勒-克莱斯勒收购了AMG 51% 的股份，并将其改名为梅赛德斯-AMG公司。赛车发动机的开发则独立成为HWA公司（汉斯·维尔纳·奥夫雷希特的姓名缩写），继续在布格施泰滕运营。随后在2005年1月1日，奥弗雷希特将剩馀的所有股份卖给了戴姆勒-克莱斯勒，使AMG成为梅赛德斯-奔驰集团的全资子公司迄今。
AMG早於1960年代開始參與賽車。1971年，300SEL 6.3取得比利時斯帕24小時耐力賽的冠军。Hans Heyer和Clemens Schickentanz獲得組別冠軍，AMG奪得全場亞軍。1988年，賓士和AMG開始參與德國房車大師賽。
AMG亦為義大利帕加尼提供幾款V12引擎，用於超級跑車Zonda及Huayra之上。
2012年，AMG被冠名在一級方程式的队名之上。
2014年，戴姆勒集團以旗下Mercedes-AMG GmbH的名義收購義大利重型電單車品牌MV Agusta 25%股份，並取得一席董事席位。雙方將在市場銷售與行銷策略上長期合作。

## 产品

### 55
55指搭載5.4L V8動力單元"M113"（24V SOHC）的AMG改裝成車系列產品。自然進氣版本馬力約為342匹-367匹（如C55 AMG、 SLK55 AMG）。強制進氣的機械增壓版本馬力為476匹-517匹（如E55 AMG、G55 AMG）。引擎本體皆無不同，只是行車電腦（ECU）的設定不同而已 。
- 自然進氣
  - C55 AMG
  - CLK55 AMG
  - SLK55 AMG
  - ML55 AMG（英语：Mercedes-Benz ML-Class）
- 強制進氣（機械增壓）
  - E55 AMG
  - S55 AMG
  - CLS55 AMG
  - CL55 AMG（英语：Mercedes-Benz CL-Class）
  - SL55 AMG（英语：Mercedes-Benz SL-Class）
  - G55 AMG

### 63
63最早是搭載6.2L V8自然進氣單元"M156 AMG"的AMG改裝成車系列產品，為了紀念Mercedes-Benz 300 SEL 6.8 AMG Red Pig一戰成名；後續更換成M157 5.5L biturbo引擎，現階段為M176/M177/M178 
4.0L biturbo引擎。
- - C63 AMG
  - CLK63 AMG
  - SL63 AMG（英语：Mercedes-Benz SL-Class）
  - ML63 AMG（英语：Mercedes-Benz ML-Class）
  - CL63 AMG（英语：Mercedes-Benz CL-Class）
  - CLS63 AMG
  - S63 AMG
  - SLS AMG
  - GT63 AMG
  - G63
- SLS AMG 搭載6.2L V8自然進氣單元"M159 AMG"

### 65
65指的是搭載6.0L V12雙渦輪動力單元"M275 AMG"的AMG改裝成車系列產品。馬力為612匹。
- CL65 AMG（英语：Mercedes-Benz CL-Class）
- S65 AMG
- SL65 AMG（英语：Mercedes-Benz SL-Class）

### SLS
- Mercedes-Benz SLS AMG
- Mercedes-Benz SLS AMG Roadster
- Mercedes-Benz SLS AMG GT3

### DTM Coupe/Cabrio
- CLK DTM AMG

### GT
- AMG GT
- AMG GT S
- AMG GT C
- AMG GT R
- AMG GT R Pro

### Black Series
- CLK 63 AMG Black Series
- SLK 55 AMG Black Series
- SL 65 AMG Black Series
- C 63 AMG Coupē Black Series
- SLS AMG Black Series
- AMG GT Black Series

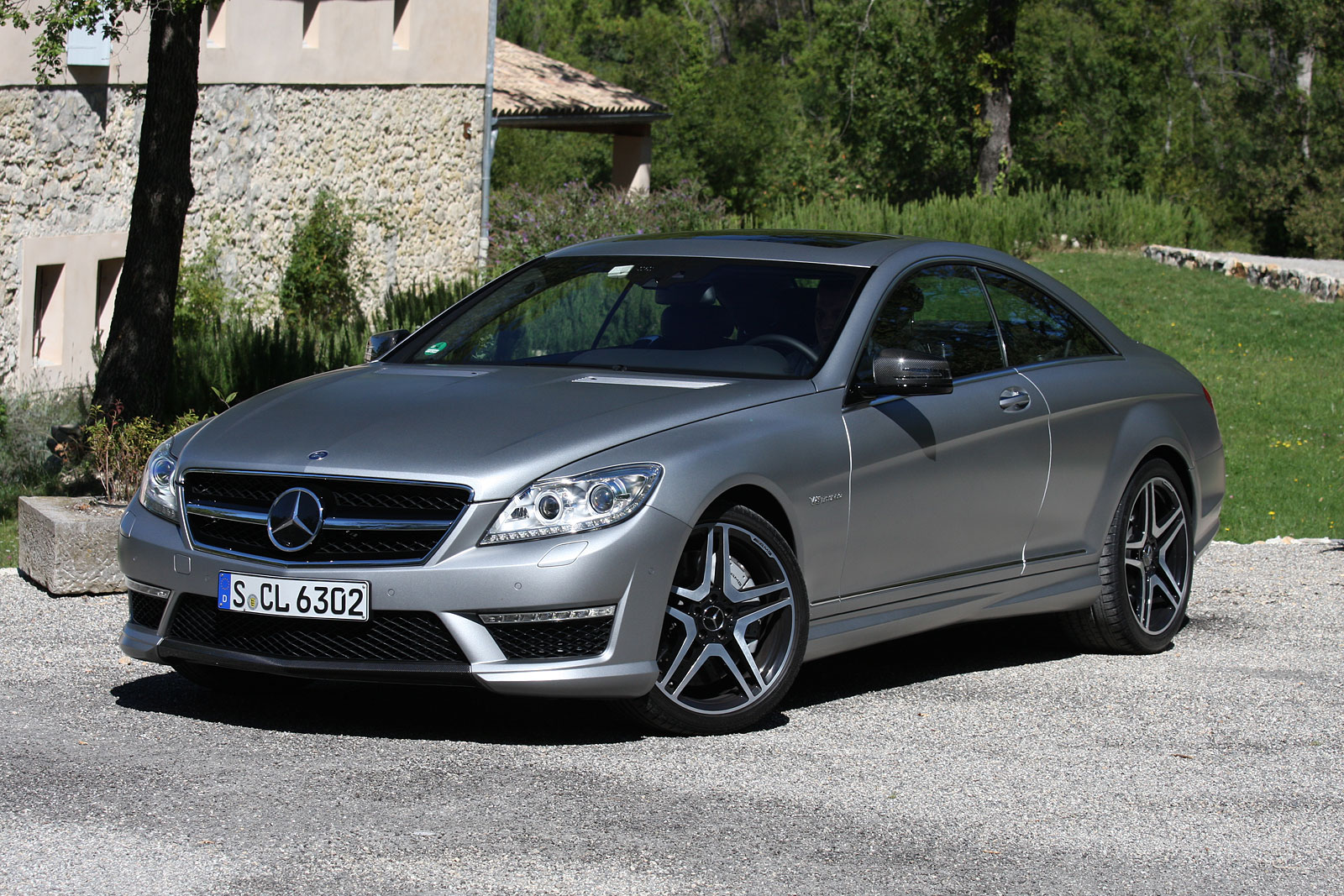
CL63 AMG 2010版
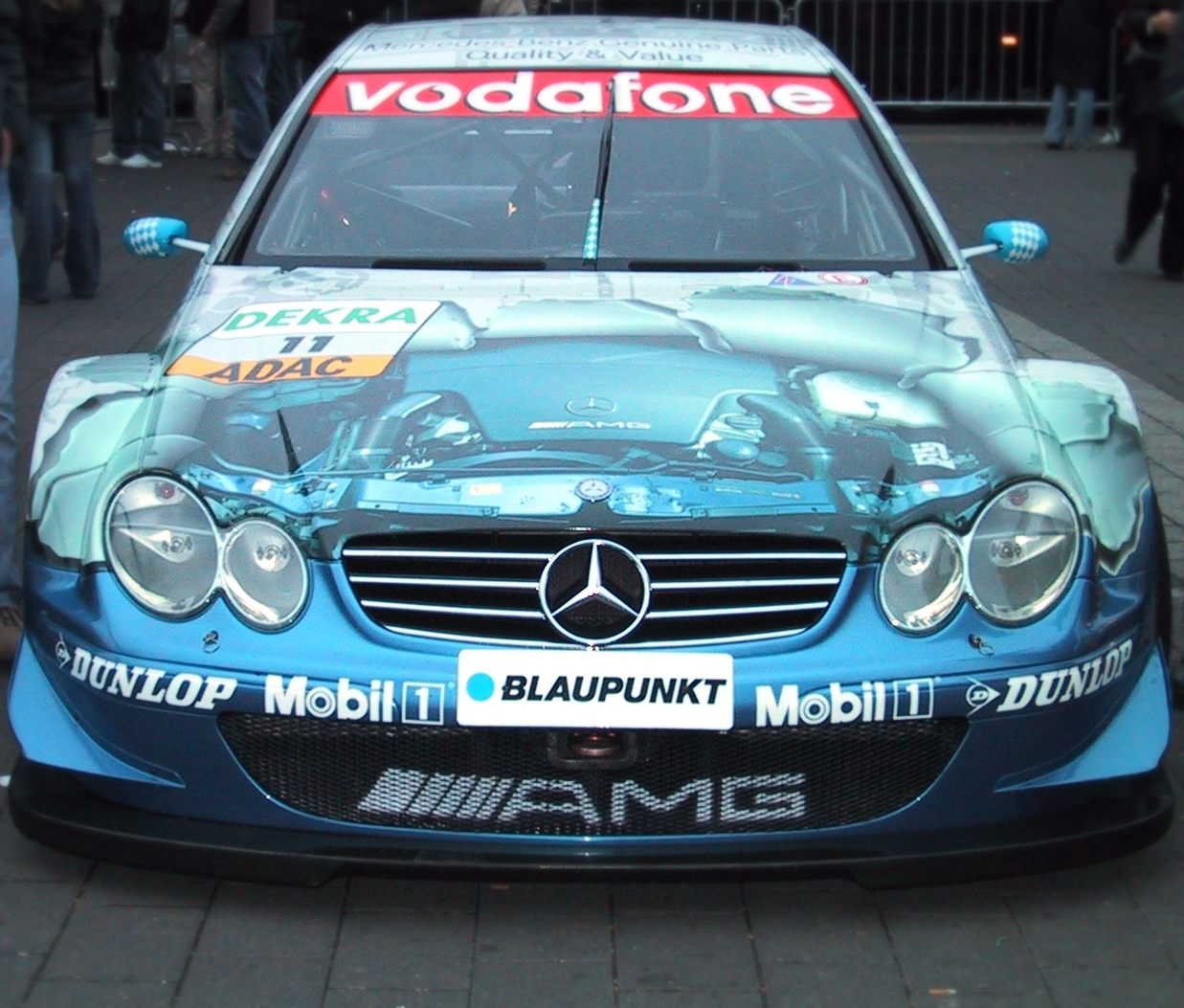
DTM Mercedes AMG
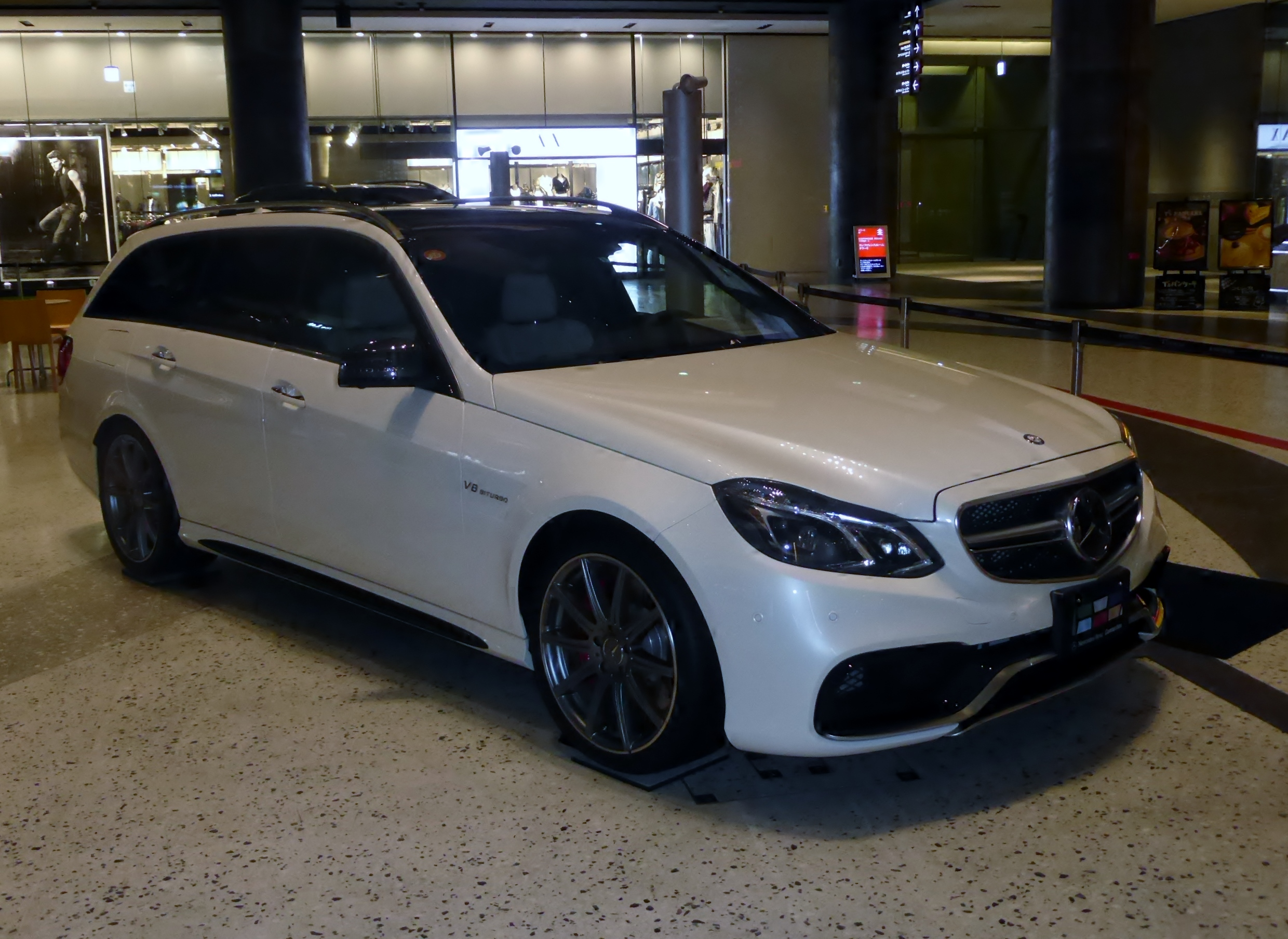
E63 AMG 2013版
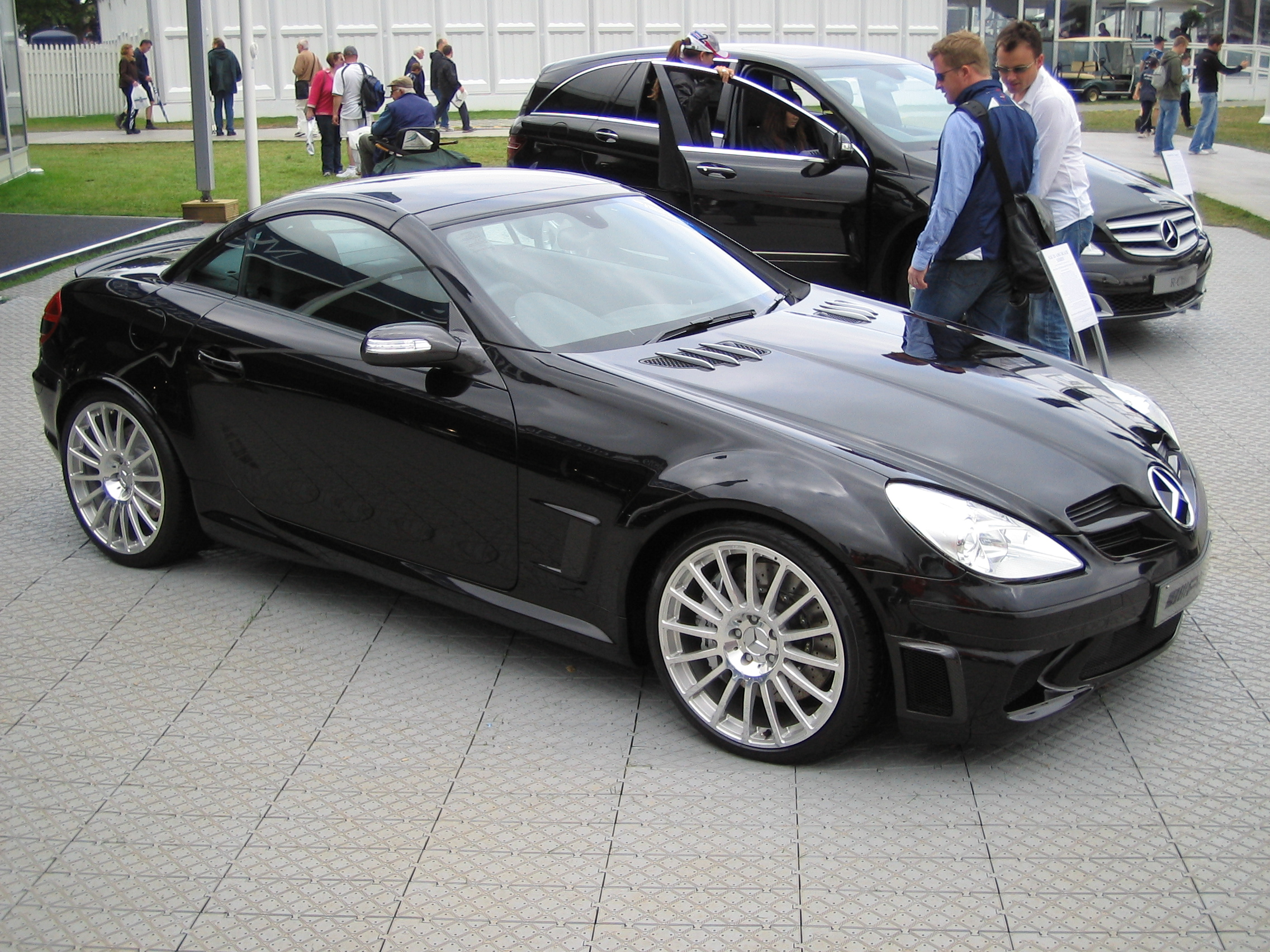
SLK55 AMG
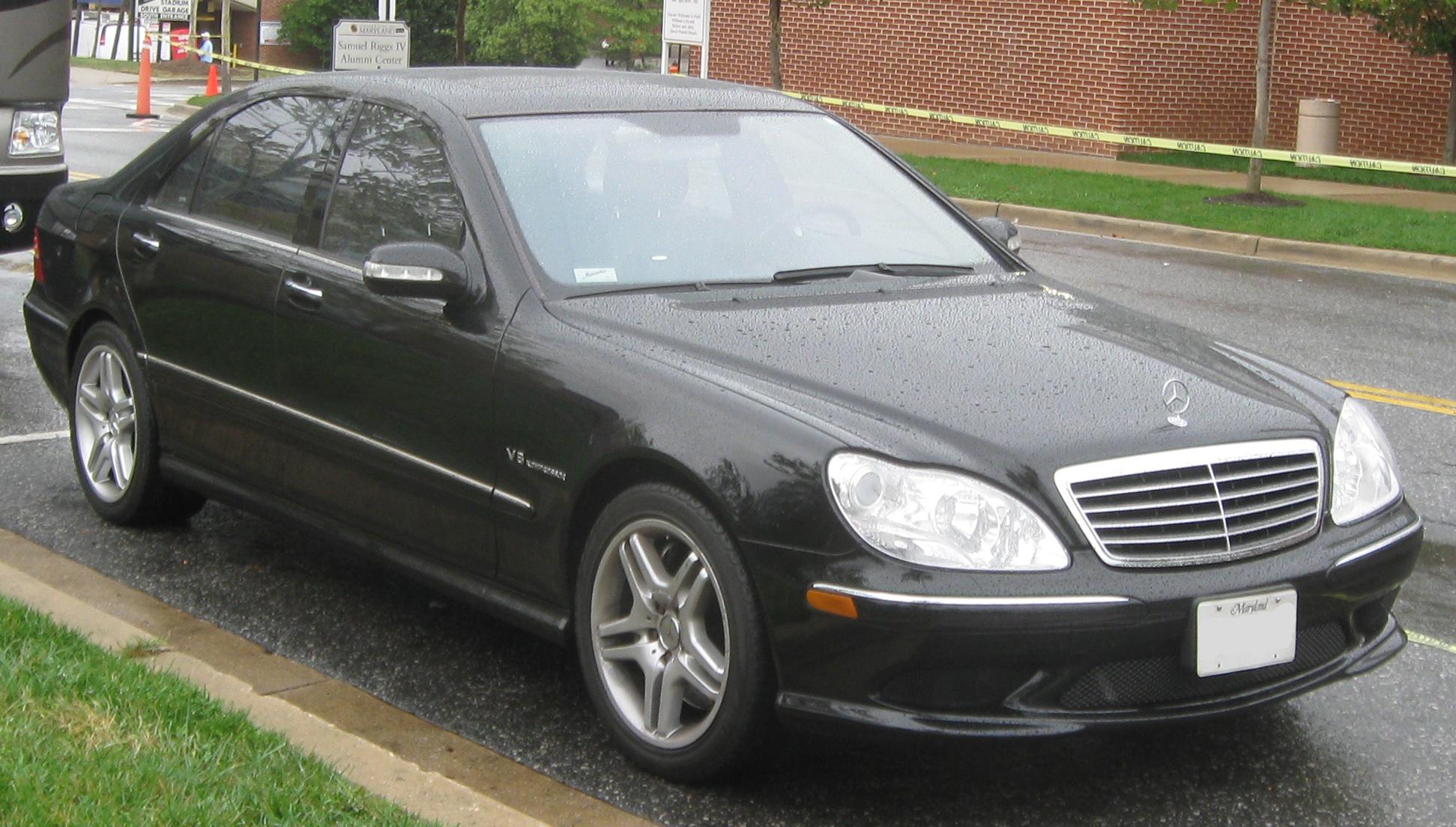
S55 AMG
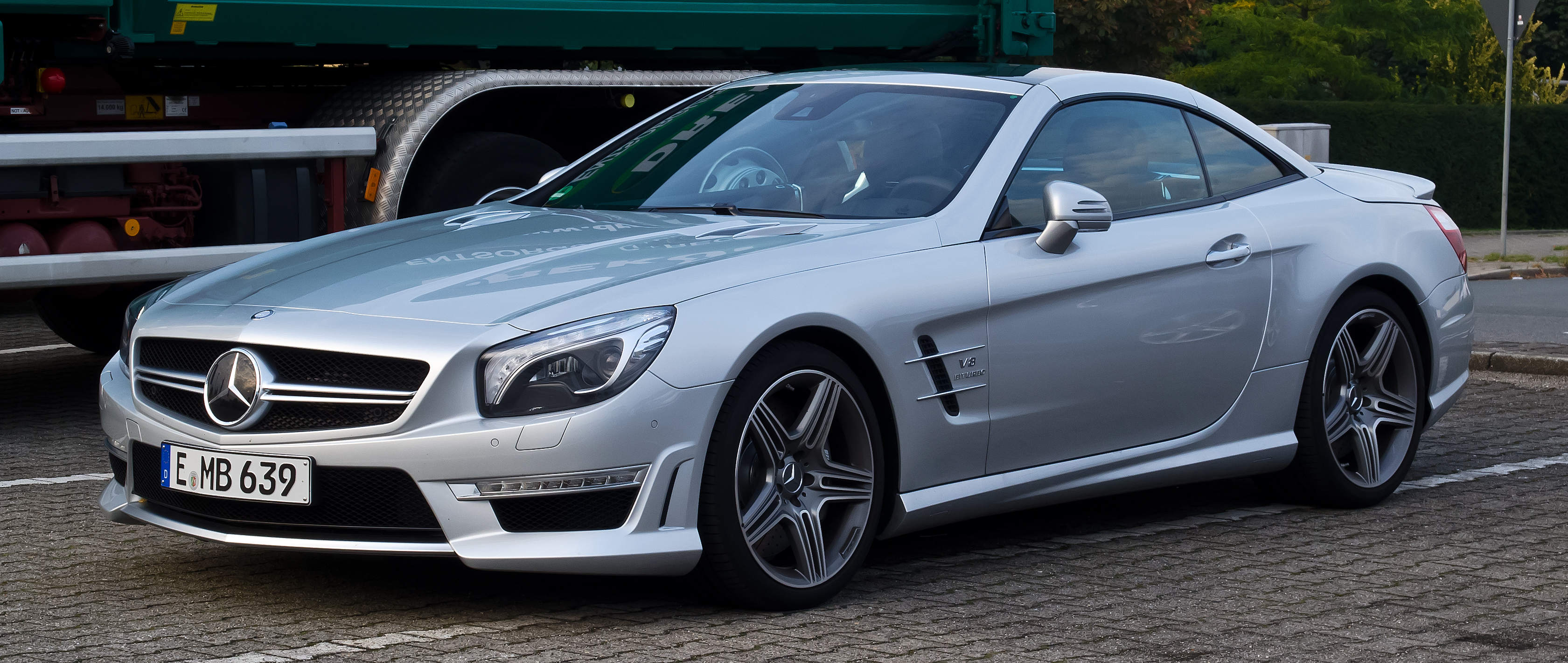
SL63 AMG
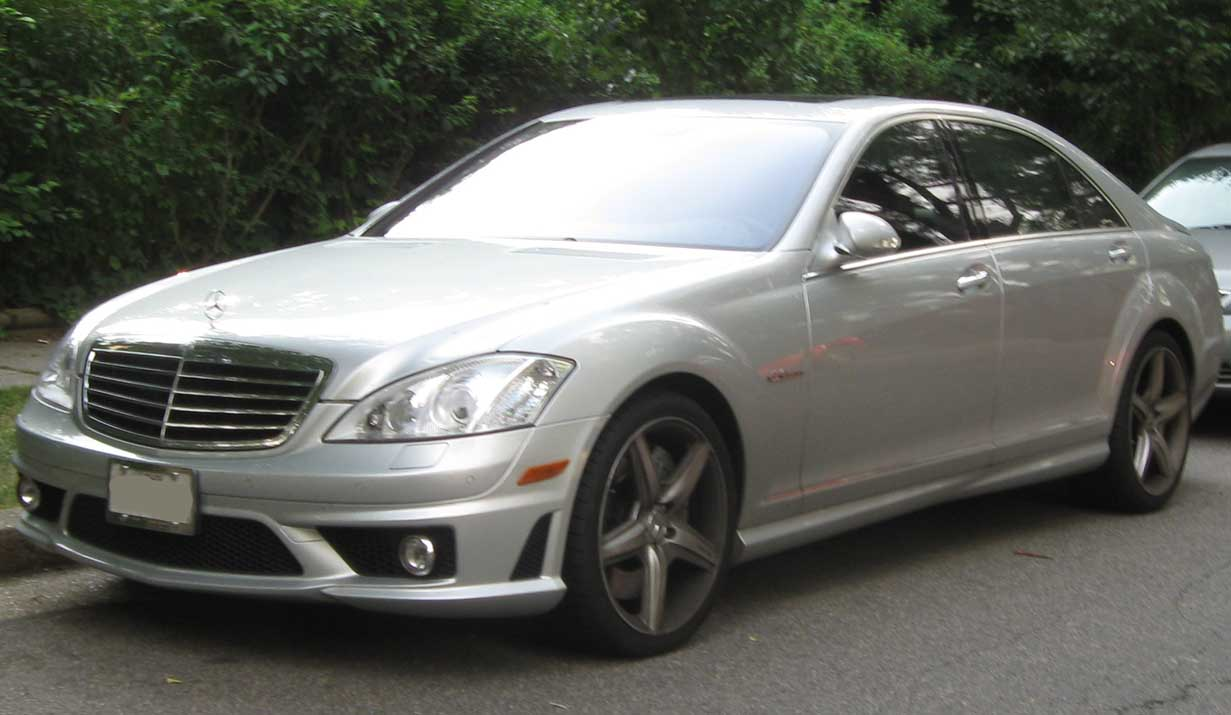
S65 AMG
SL65 AMG
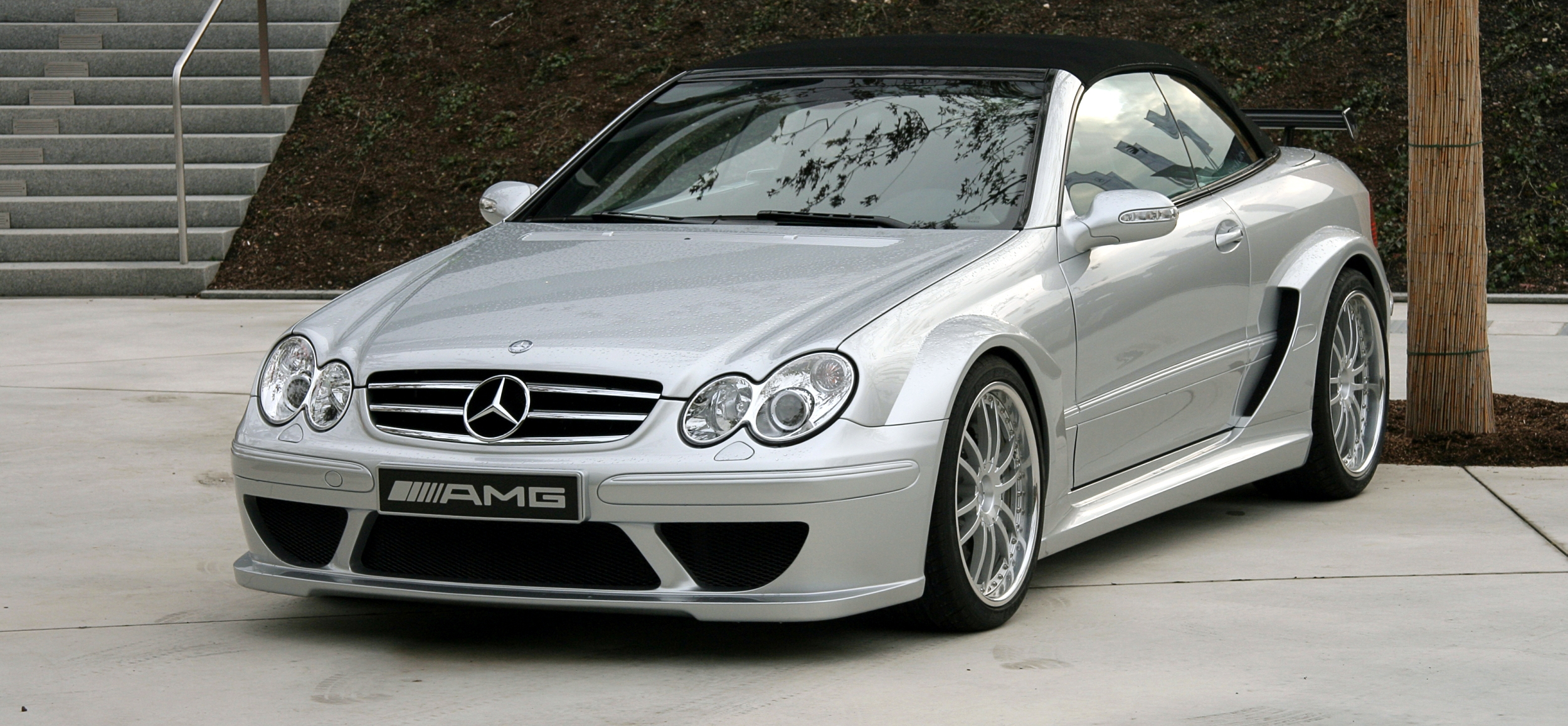
CLK DTM AMG
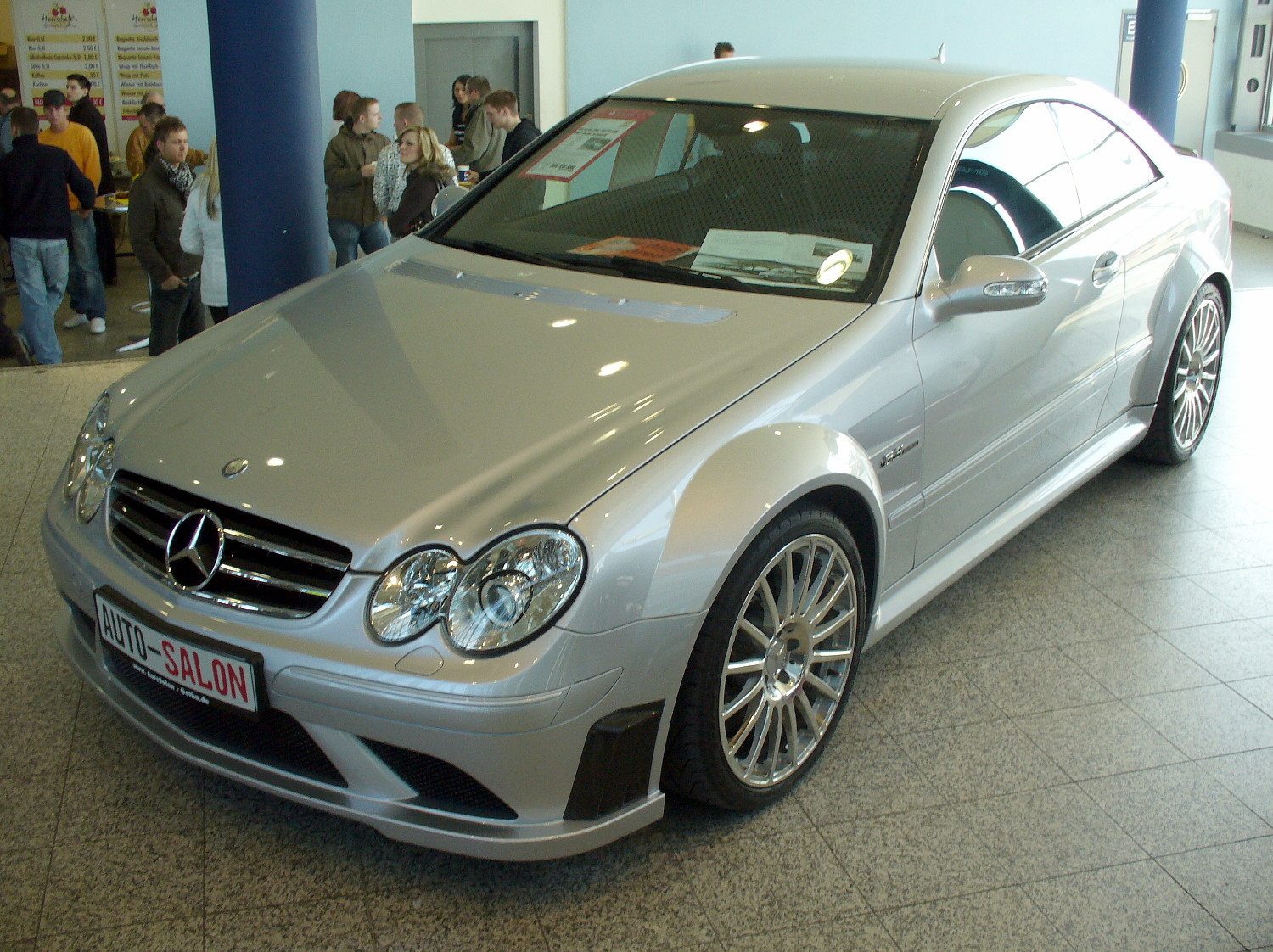
CLK 63 AMG Black Series
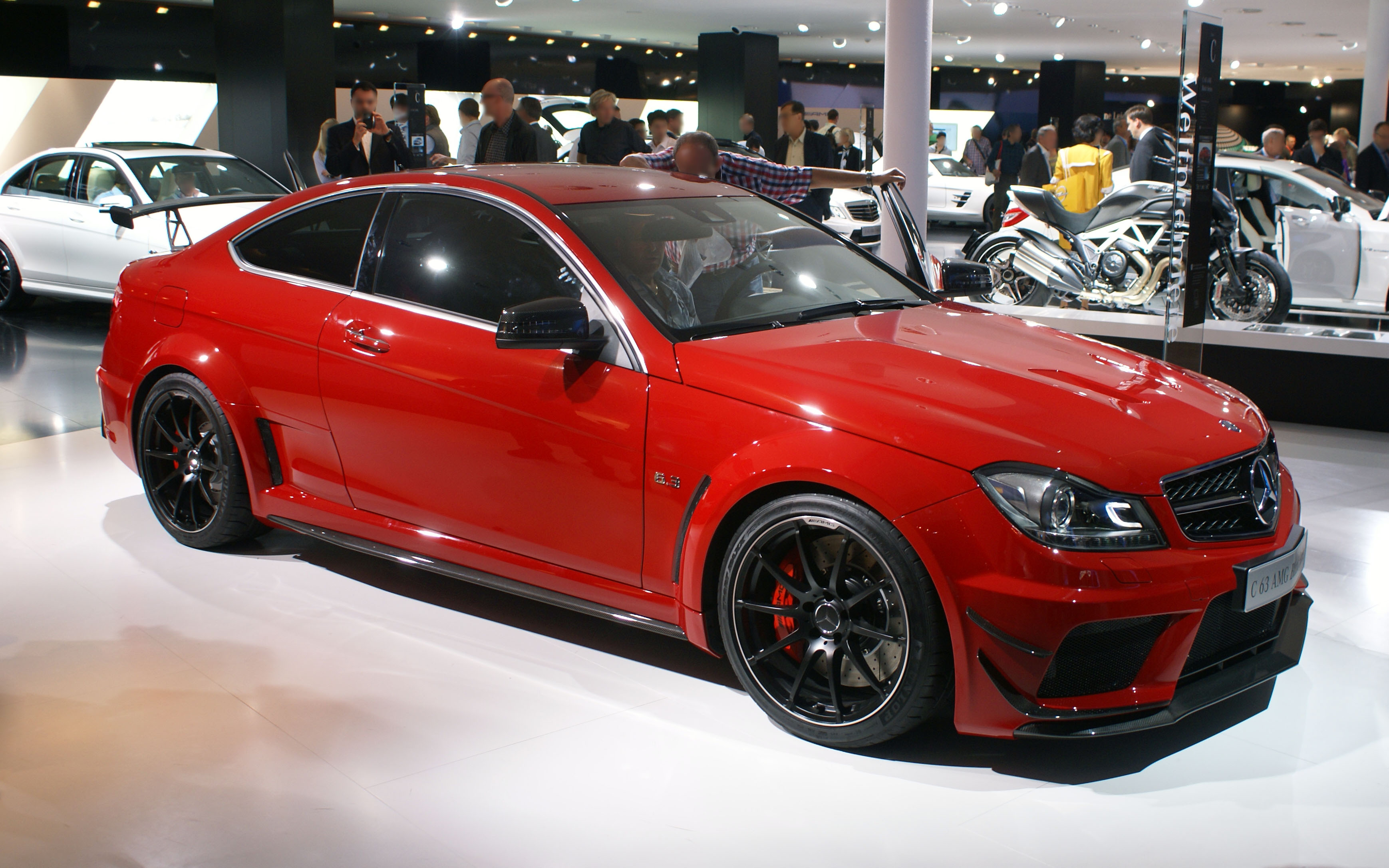
C 63 AMG Coupē Black Series

## 歷年AMG產品
搭載5.4L V8動力單元"M113"（24V SOHC）的AMG改裝成車系列產品：
- 1998-2001 SL55 AMG（英语：Mercedes-Benz SL-Class）
- 1999-2002 E55 AMG
- 2001-2002 CLK55 AMG

其他AMG改裝成車系列產品：
- 1986 Mitsubishi Debonair（英语：Mitsubishi Debonair） AMG
- 1986 Mercedes-Benz W126 560SEL 6L 32V AMG
- 1986 300E "Hammer" AMG
- 1989 Mitsubishi Galant（英语：Mitsubishi Galant） VR-G AMG
- 1992 300E-24V 3.4L E34 和 E34T AMG
- 1993 E320 3.6L E36 and E36T AMG
- 1993-1994 E60 AMG
- 1995-1998 C36 AMG
- 1996,E50 AMG
- 1995, 1998-2001 SL73 AMG（英语：Mercedes-Benz SL-Class）
- 1996-1998 SL60 AMG（英语：Mercedes-Benz SL-Class）
- 1998-2000 C43 AMG
- 1998-2002 CLK-GTR AMG（英语：Mercedes-Benz CLK GTR）
- 2000-2004 C32 AMG
- 2000-2002 ML55 AMG（英语：Mercedes-Benz M-Class）
- 2001-2004 SLK32 AMG
- 2001 CL63 AMG（英语：Mercedes-Benz CL-Class）
- 2001 S63 AMG
- 2009 E63 AMG

### 30
- OM612（英语：Mercedes-Benz OM612 engine） 3.0 L "30" I5（英语：straight-5） Diesel models
  - C30 CDI AMG

## 延伸阅读
- Becker, Clauspeter; Bolsinger, Markus; Clauss, Michael. . Bielefeld, Germany: Delius Klasing. 2013. ISBN 9783768834940.
- Bolsinger, Markus. . Bielefeld, Germany: Delius Klasing. 2013. ISBN 9783768833707.
- Mühling, Frank; Bolsinger, Markus. . Bielefeld, Germany: Delius Klasing. 2006. ISBN 3768818098.
- Rigatto, Alessandro.  [Typenkompass Mercedes-AMG Production and Racing Cars since 1967]. Typenkompass series; Basiswissen für Auto-Freunde series. Stuttgart: Motorbuch Verlag. 2011. ISBN 9783613032736 （德语）.